# Apple Shampoo
Apple Shampoo è un singolo dei blink-182 del 1997 estratto dall'album Dude Ranch.
Questa canzone parla di una ragazza che Mark Hoppus conosceva, e il titolo fa riferimento all'odore dello shampoo che la ragazza usava.

## Tracce
CD singolo
1. Apple Shampoo – 2:54
2. Voyeur – 2:46
3. Good Times – 1:04

## Formazione
- Mark Hoppus – bassista, voce
- Tom DeLonge – chitarrista, voce
- Scott Raynor – batterista